# 明山駅
明山駅（ミョンサンえき）は、大韓民国全羅南道務安郡にかつて存在した韓国鉄道公社（KORAIL）の駅である。

## 路線
- 韓国鉄道公社
  - 湖南線

## 歴史
- 1934年2月11日：開業[1]。
- 2001年12月5日：廃止。

## 隣の駅
韓国鉄道公社
湖南線
夢灘駅 - 明山駅 - 一老駅